# Njemački zaljev
Njemački zaljev (njemački: Deutsche Bucht, nizozemski: Duitse Bocht, danski: Tyske Bugt, frizijski: Dútske Bocht, engleski: German Bight) je jugoistočni široki otvoreni zaljev Sjevernog mora, čije kute s juga zatvaraju nizozemska i njemačka obala, a s istoka poluotok Jylland, kojeg dijele Njemačka i Danska. "Morsku među" sa sjeverne i zapadne strane mu čini Dogger Bank. 
Njegov južni dio je poznat i kao Helgolandski zaljev. Frizijski otoci i obližnje obalno područje, koje ga omeđuju se obično naziva Frizijom.